# Rudolf Sanner
Rudolf Sanner (* 5. Mai 1947) ist ein ehemaliger deutscher Judoka.

## Werdegang

### Ausbildung und Beruf
Sanner besuchte die katholische Volksschule in Herdorf und durchlief im Anschluss zwischen 1961 und 1964 eine Ausbildung zum Brauer und Mälzer. Er arbeitete in den folgenden Jahren als Bierbrauer. 1967/1968 leistete er als Sanitäter seinen Wehrdienst ab. Von 1970 bis 1971 besuchte er die Meisterschule für Brauer in Gräfelfing, die er mit der Betriebsbraumeisterprüfung abschloss.
Zur Vorbereitung auf die Olympischen Spiele 1972 in München war er anschließend als Angestellter auf Zeit bei den Ford-Werken in Köln tätig, wechselte 1972 als Verwaltungsangestellter zur Besoldungskasse Hessen nach Wiesbaden und war zwischen 1974 und 1977 als Beamtenanwärter für den gehobenen nichttechnischen Dienst in der allgemeinen Verwaltung bei der Staatskasse Wiesbaden. 1977 legte er beim Verwaltungsseminar Wiesbaden die Verwaltungsprüfung II - Diplom-Verwaltungswirt (FH) - ab.
Nach der Ausbildung war er in der Folge Geschäftsstellenleiter, Sachbereichsleiter und ständiger Vertreter des Dienststellenleiters bei der Staatskasse Wiesbaden tätig. Mit der Eingliederung der Staatskasse in das Finanzamt Wiesbaden II im Jahr 1998 fand Sanner zunächst als Sachbearbeiter im Kassenreferat, Oberfinanzdirektion Frankfurt Verwendung, später als Hauptsachgebietsleiter im Präsidium für Technik, Logistik und Verwaltung. Von 1994 bis 1997 war er nebenamtlicher Dozent am Verwaltungsseminar Wiesbaden im Fach Haushalts- und Kassenwesen.
Aus gesundheitlichen Gründen wurde Rudolf Sanner am 1. Dezember 2001 als Amtsrat in den Ruhestand versetzt.

### Verdienste im Sport
Neben seiner beruflichen Tätigkeit hat Sanner sich dem Judo verschrieben. Beginn seiner Judolaufbahn im Jahre 1963 war die Judovereinigung Siegerland in Siegen in der Judo-Abteilung der ESG 06 Betzdorf.
Er wurde 1968 Deutscher Juniorenmeister. 1969 erreichte er den 3. Platz bei den Männern und 1970 wurde er Deutscher Meister im Halbmittelgewicht und mit der Mannschaft des PSV Köln Deutscher Vizemeister.
1971 folgte die Teilnahme an den Europameisterschaften in Göteborg und an den Weltmeisterschaften in Ludwigshafen am Rhein.
1972 wurde er Internationaler Meister der Niederlande, es folgte ein 3. Platz bei den Deutschen Meisterschaften, Teilnehmer an den Europameisterschaften in Voorburg und belegte beim vorolympischen Turnier in Fürth einen 2. Platz.
1973 belegte er wiederum einen 3. Platz bei den Deutschen Meisterschaften und beim Internationalen Turnier in Darmstadt, dem folgte ein 1. Platz beim Ranglistenturnier in Hammelburg. Weiter nahm Sanner an den Europameisterschaften in Madrid und an den Weltmeisterschaften in Lausanne teil.
1974 belegte Sanner bei den internationalen Deutschen Meisterschaften in München den 1. Platz.
Danach beendete Sanner seine internationale Laufbahn. In der Judo-Bundesliga kämpfte Sanner von 1969 bis 1972 für den PSV Köln, anschließend von 1973 bis 1984 für den Judo-Club Wiesbaden.
Nach Beendigung seiner aktiven Laufbahn erwarb er die Trainer-B-Lizenz und trainierte zwischen 1979 und 1990 die Athleten des Judo-Club Wiesbaden. Zwischen 1986 und 1993 und ein zweites Mal von 1998 bis 2002 war Sanner Präsident des Vereins.
Bei der Ausrichtung der Judo-Europameisterschaften 1990 in der Ballsporthalle Frankfurt war Sanner Ressortleiter des Organisationskomitees. Die gleiche Funktion nahm er 1993 bei der Ausrichtung der Mannschafts-Europameisterschaft ein. Von 1991 bis 2001 war er Schatzmeister des Hessischen Judoverbandes. Im Sportkreis Wiesbaden ist er seit 1993 im erweiterten Vorstand für Judo zuständig.

## Ehrungen
- 1993 Goldene Ehrennadel Judo-Club Wiesbaden
- 1997 Goldene Ehrennadel Hessischer Judoverband
- 3. September 2008 Sportplakette der Landeshauptstadt Wiesbaden
- 5. Dezember 2008 Bürgermedaille in Gold der Landeshauptstadt Wiesbaden
- 14. Juli 2009: Verdienstkreuz am Bande der Bundesrepublik Deutschland

## Quelle
- OB Dr. Müller ehrt Rudolf Sanner mit dem Bundesverdienstkreuz. Pressemitteilung der Landeshauptstadt Wiesbaden vom 17. Juli 2009